# Apodaca
Apodaca là một đô thị thuộc bang Nuevo León, México. Năm 2005, dân số của đô thị này là 418784 người.